# Винслоу (Мејн)
Винслоу (енгл. Winslow) насељено је место без административног статуса у америчкој савезној држави Мејн.

## Демографија
По попису из 2010. године број становника је 7.794, што је 51 (0,7%) становника више него 2000. године.
| Група             | 2000.         | 2010.         |
| Белци             | 7.557 (97,6%) | 7.430 (95,3%) |
| Афроамериканци    | 10 (0,1%)     | 31 (0,4%)     |
| Азијати           | 27 (0,3%)     | 43 (0,6%)     |
| Хиспаноамериканци | 60 (0,8%)     | 84 (1,1%)     |
| Укупно            | 7.743         | 7.794         |